# 浪拔湖镇
浪拔湖镇，是中华人民共和国湖南省益阳市南县下辖的一个乡镇级行政单位。

## 行政区划
浪拔湖镇下辖以下地区：
浪拔社区、哑吧渡社区、山桥村、太阳山村、浪拔湖村、沙湾村、施家渡村、两太村、白合洲村、云和村、朝辉村、红星村、云伏村、三岔河村、新口村、绎码头村、吉安嘴村、告丰嘴村、南吉村、南红村、揭家洲村、牧鹿湖村、南安村、东洲村、红堰湖村和华美垸村。